# 1-я Жерновская улица
1-я Жерно́вская улица — улица в Красногвардейском районе Санкт-Петербурга. Примыкает с запада к улице Коммуны между улицами Красина и 2-й Жерновской. Протяжённость — 190 метров.

## История
Названа по деревне Жерновка (упразднена в результате застройки района Ржевка-Пороховые), в сторону которой вела улица. С конца XIX века до 1956 года улица носила название 1-я линия.

## Здания и сооружения
- д. 8 — ГБОУ центр образования № 1 Санкт-Петербурга
- Жилые дома

## Транспорт
Движение общественного транспорта по улице отсутствует. На ближайших улицах находятся автобусные остановки, которые обслуживают маршруты:
- Коммерческие автобусы: 430, 530;
- Социальные автобусы: № 37, 92, 102, 103, 124, 492, 534.

Ж/д платформы: Раздельный пост (2350 м), Ржевка (2410 м)

## Пересечения
- улица Коммуны